# The Watcher (canção)
"The Watcher" é uma canção do rapper estadunidense Dr. Dre, lançada como quarto single de seu segundo álbum de estúdio 2001. A canção foi lançada em 27 de fevereiro de 2001, e conta coma participação de Eminem e Knoc-turn'al.
Uma continuação do single foi lançada por Jay-Z, e se chama "The Watcher 2", faixa pertencente ao álbum The Blueprint²: The Gift & the Curse de 2002. A versão de Jay-Z foi produzida pelo próprio Dr. Dre que também participa da faixa juntamente com Rakim e Truth Hurts.
O lado B da canção "Bad Guys Always Die" fez parte da trilha sonora do filme "Wild Wild West" estrelado por Will Smith.

## Lista de Faixas
- CD single (France)[1]

1. "The Watcher" – 3:26
2. "Bad Guys Always Die" (Com a participação de Eminem) – 4:38

## Desempenho nas paradas
Gráficos semanais
| Tabelas (2002) | Melhor posição |
| -------------- | -------------- |
| França (SNEP)  | 47             |